# Doroteo di Tiro
Doroteo (Antiochia, 255 circa – Odissopoli, 362) vescovo di Tiro, a cui è tradizionalmente attribuito un testo apocrifo noto con il nome di Synopsis de vita et morte prophetarum, apostolorum et discipulorum domini, che contiene l'elenco dei Settanta discepoli.

## Agiografia
Doroteo era un dotto presbitero di Antiochia e un eunuco, scrittore ecclesiastico e oratore, che subì la persecuzione e l'esilio all'epoca di Diocleziano. Ritornato in patria, fu fatto vescovo di Tiro, avrebbe preso parte al concilio di Nicea nel 325, ma fu esiliato a Odissopoli, l'odierna Varna, sul Mar Nero in Tracia da Giuliano l'Apostata. Qui Doroteo morì martire all'età di 107 anni, verso il 362.
Queste poche note biografiche sono raccontate da Teofane Confessore (758-817), nella sua Cronaca, scritta agli inizi del IX secolo.

## Critica storico-agiografica
Storicamente è esistito un vescovo di Tiro di nome Doroteo, vissuto nel V secolo, che nel 458 sottoscrisse la lettera dei vescovi della Fenicia Prima all'imperatore Leone in seguito all'uccisione del patriarca alessandrino Proterio.
Teofane Confessore (758-817), nella sua Cronaca, parla di un altro vescovo di Tiro di nome Doroteo, vissuto tra III e IV secolo, presbitero di Antiochia, già attivo all'epoca di Diocleziano e morto all'età di 107 anni nel 362 durante la persecuzione di Giuliano l'apostata.
La biografia di Teofane unisce in un unico testo le vite di due personaggi storici, menzionati nella Storia ecclesiastica di Eusebio di Cesarea, il primo prete e il secondo martire:
- l'eunuco Doroteo, di buona famiglia, versato nell'ebraico e nelle Sacre Scritture, che l'imperatore mise a capo dei tinteggiatori di porpora di Tiro, e che in seguito fu presbitero ad Antiochia all'epoca del vescovo Cirillo (ca. 280-302);[4][5]
- Doroteo, semplice fedele cristiano, che ottenne una posizione di prestigio alla corte di Diocleziano, ma che morì martire a Nicomedia durante la persecuzione dello stesso imperatore.[6][7]

Teofane, attingendo ad altre fonti, avrebbe prolungato la vita del presbitero Doroteo, fatto vescovo di Tiro, fino alla persecuzione dell'imperatore Giuliano.
Gli autori sono ancora divisi sull'attendibilità storica del vescovo di Tiro di cui parla Teofane.

## Pseudo-Doroteo
Al vescovo Doroteo di Tiro del IV secolo è attribuito un testo, noto con il nome esteso di Synopsis de vita et morte prophetarum, apostolorum et discipulorum domini, che contiene diverse cose, tra cui l'elenco dei Settanta discepoli, di cui parla il vangelo di Luca 10,1.
Questo scritto in realtà è frutto di un autore bizantino sconosciuto, vissuto tra la fine dell'VIII secolo e la metà del IX secolo, ma attribuito a un Doroteo del IV secolo per conferire autorità e prestigio al testo.

## Culto
Il martirologio romano menziona due santi di nome Doroteo. Il 12 marzo è ricordato il martire Doroteo di cui parla Eusebio di Cesarea, assieme a Pietro e Gorgonio.
Il 5 giugno il martirologio celebra il vescovo Doroteo di Tiro, di cui parla Teofane:
(Martirologio Romano. Riformato a norma dei decreti del Concilio ecumenico Vaticano II e promulgato da papa Giovanni Paolo II, Città del Vaticano, 2004, p. 451.)